# Juguemos en el bosque
Juguemos en el bosque fue un programa argentino de entretenimientos que se emitió en 2017 por Telefe. Fue conducido por Diego Korol junto a las participaciones de Pichu Straneo e Ivana Nadal. El programa fue al estilo Supermatch, programa que emitió Telefe originalmente en los 40 y que hasta hace unos años era uno de los comodines del canal con sus exitosas repeticiones.

## Reparto
- Diego Korol, como el conductor del programa.
- Pichu Straneo, el humorista del show.
- Ivana Nadal, como "caperucita rockera" que se pierde en el bosque.

## Desarrollo
El juego, se lleva a cabo entre cuatro parejas de dos participantes cada una. Uno de cada dupla estará disfrazado de un animal del bosque, quien deberá enfrentarse a los juegos sin poder ver. Su compañero de equipo, será su guía y le dirá, desde su cabina, por donde ir o que movimientos hacer para resultar victoriosos. Los distintos desafíos toman lugar dentro del bosque y son de destreza física.

## Producción
El programa se anunció en el spot de "Telefe 2017" junto a todas las novedades que habrá durante el año en el canal, luego de atrasarse el proyecto casi un año. Las grabaciones comenzaron en diciembre del 2016. Por el momento, no se sabe mucha más información sobre el proyecto.